# Samsung Omnia 7
Samsung Omnia 7, conosciuto più comunemente come i8700, è uno smartphone slate prodotto da Samsung uscito nel 2010. Nel 2011 è uscito il suo successore, il Samsung Omnia W, mentre a dicembre del 2012 è stata introdotta una nuova linea la serie ATIV il Samsung ATIV S con Windows Phone 8